# 緑化樹木
緑化樹木（りょっかじゅもく、りょくかじゅもく）とは、日本における庭園樹、街路樹、庭木、植木に用いる樹木の総称。なお、林業に用いられる樹木は含まれない。

## 概要
景観や鑑賞に適することはもちろんのこと、植えられる環境に応じた樹種が用いられる。

## 生産
自然発生によるものは僅かで、多くは生産者が苗木を生育して出荷、自家消費している。2008年度の苗木生産戸数は13,445戸。生産本数は11,395万本。公共事業の減少などにより、生産本数は10年前と比較してほぼ半減している。